# Thiacidas nigroscripta
Thiacidas nigroscripta är en fjärilsart som beskrevs av Walker. Thiacidas nigroscripta ingår i släktet Thiacidas och familjen nattflyn. Inga underarter finns listade i Catalogue of Life.